# Wolfgang Fricke (Leichtathlet)

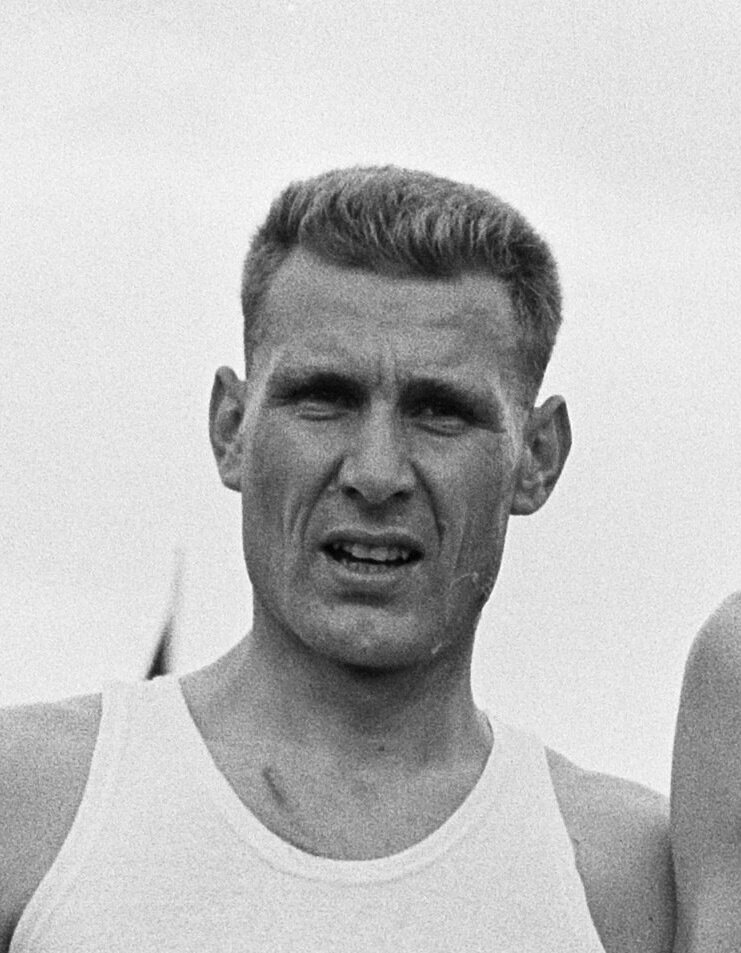
Wolfgang Fricke (1963)

Wolfgang Fricke (* 22. November 1934 in Braunschweig) ist ein ehemaliger deutscher Leichtathlet.
Wolfgang Fricke begann seine Karriere beim MTV Braunschweig, er wechselte dann zum Polizei-Sportverein Hannover und von dort zum SV Polizei Hamburg.
Bei den Deutschen Meisterschaften 1962 in Hamburg gewann er den 3000-Meter-Hindernislauf. Seine Bestzeit von 8:49,4 Minuten lief er am 30. Juni 1963 in Berlin. Fricke trat auch über die Langstrecken an. Er war bei den Deutschen Meisterschaften 1960 in Hamm Dritter im 10.000-Meter-Lauf. 1967 in Stuttgart belegte er den dritten Platz im Marathonlauf und gewann zusammen mit Joachim Ließ und Günter Bretag den Mannschaftstitel für den SV Polizei Hamburg.
Zwischen 1961 und 1968 trat Fricke in zwölf Länderkämpfen an. 1971 heiratete der Polizeibeamte die Leichtathletin Helga Henning.